# GNAL
GNAL (англ. G protein subunit alpha L) – білок, який кодується однойменним геном, розташованим у людей на короткому плечі 18-ї хромосоми. Довжина поліпептидного ланцюга білка становить 381 амінокислот, а молекулярна маса — 44 308.
| 10         |  | 20         |  | 30         |  | 40         |  | 50         |
| ---------- |  | ---------- |  | ---------- |  | ---------- |  | ---------- |
| MGCLGGNSKT |  | TEDQGVDEKE |  | RREANKKIEK |  | QLQKERLAYK |  | ATHRLLLLGA |
| GESGKSTIVK |  | QMRILHVNGF |  | NPEEKKQKIL |  | DIRKNVKDAI |  | VTIVSAMSTI |
| IPPVPLANPE |  | NQFRSDYIKS |  | IAPITDFEYS |  | QEFFDHVKKL |  | WDDEGVKACF |
| ERSNEYQLID |  | CAQYFLERID |  | SVSLVDYTPT |  | DQDLLRCRVL |  | TSGIFETRFQ |
| VDKVNFHMFD |  | VGGQRDERRK |  | WIQCFNDVTA |  | IIYVAACSSY |  | NMVIREDNNT |
| NRLRESLDLF |  | ESIWNNRWLR |  | TISIILFLNK |  | QDMLAEKVLA |  | GKSKIEDYFP |
| EYANYTVPED |  | ATPDAGEDPK |  | VTRAKFFIRD |  | LFLRISTATG |  | DGKHYCYPHF |
| TCAVDTENIR |  | RVFNDCRDII |  | QRMHLKQYEL |  | L          |  |            |

A: Аланін

C: Цистеїн

D: Аспарагінова кислота

E: Глутамінова кислота

F: Фенілаланін

G: Гліцин

H: Гістидин

I: Ізолейцин

K: Лізин

L: Лейцин

M: Метіонін

N: Аспарагін

P: Пролін

Q: Глутамін

R: Аргінін

S: Серин

T: Треонін

V: Валін

W: Триптофан

Кодований геном білок за функціями належить до білків внутрішньоклітинного сигналінгу, фосфопротеїнів. 
Задіяний у такому біологічному процесі, як альтернативний сплайсинг. 
Білок має сайт для зв'язування з нуклеотидами, іонами металів, ГТФ, іоном магнію. 